# René Deliège
Pour les articles homonymes, voir Deliège.
René Jean Louis Deliège, né le 3 mars 1909 à Binche et y décédé le 7 mai 1971 fut un homme politique belge libéral.
Deliège fut avocat.
Il fut élu sénateur provincial de la province de Hainaut (1956-1958), en suppléance de René Leclercq, démissionnaire.